# Chasmatophyllum
A Chasmatophyllum a szegfűvirágúak (Caryophyllales) rendjébe, ezen belül a kristályvirágfélék (Aizoaceae) családjába tartozó nemzetség.

## Előfordulásuk
A Chasmatophyllum-fajok természetes előfordulási területe a következő országokban található meg: Dél-afrikai Köztársaság, Lesotho és Namíbia.

## Rendszerezés
A nemzetségbe az alábbi 7 faj tartozik:
- Chasmatophyllum braunsii Schwantes
- Chasmatophyllum maninum L.Bolus
- Chasmatophyllum musculinum (Haw.) Dinter & Schwantes - típusfaj
- Chasmatophyllum nelii Schwantes
- Chasmatophyllum rouxii L.Bolus
- Chasmatophyllum stanleyi (L.Bolus) H.E.K.Hartmann
- Chasmatophyllum willowmorense (L.Bolus) L.Bolus